# Valerio Jud
Valerio Jud (24 de julio de 2002) es un deportista suizo que compite en snowboard. Ganó una medalla de bronce en el Campeonato Mundial de Snowboard de 2025, en la prueba de campo a través por equipo mixto.

## Medallero internacional
| Campeonato Mundial | Campeonato Mundial | Campeonato Mundial | Campeonato Mundial              |
| Año                | Lugar              | Medalla            | Prueba                          |
| ------------------ | ------------------ | ------------------ | ------------------------------- |
| 2025               | Engadina (Suiza)   | Medalla de bronce  | Campo a través por equipo mixto |